# Ельче-де-ла-Сьєрра
Ельче-де-ла-Сьєрра (ісп. Elche de la Sierra) — муніципалітет в Іспанії, у складі автономної спільноти Кастилія-Ла-Манча, у провінції Альбасете. Населення — 3944 особи (2010).
Муніципалітет розташований на відстані близько 240 км на південний схід від Мадрида, 85 км на південний захід від Альбасете.
На території муніципалітету розташовані такі населені пункти: (дані про населення за 2010 рік)
- Ельче-де-ла-Сьєрра: 3508 осіб
- Фуенте-дель-Тайф: 8 осіб
- Орно-Сьєго: 5 осіб
- Пеньяррубія: 94 особи
- Вікорто: 163 особи
- Вільярес: 147 осіб
- Гальєго: 7 осіб
- Ла-Лонгера: 8 осіб
- Перальта: 0 осіб
- Пуерто-дель-Піно: 4 особи

## Демографія
Динаміка населення (INE ):

## Галерея зображень

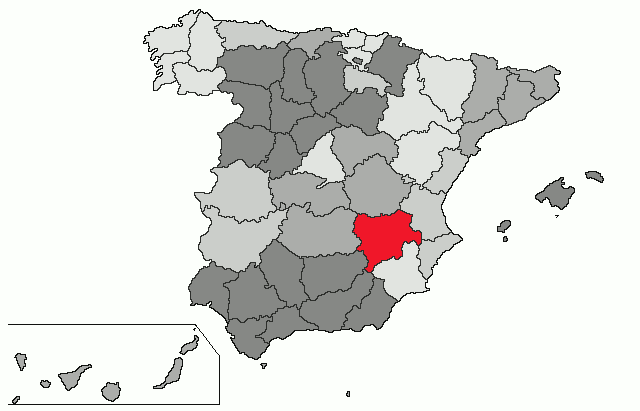
Розташування муніципалітету у провінції Альбасете
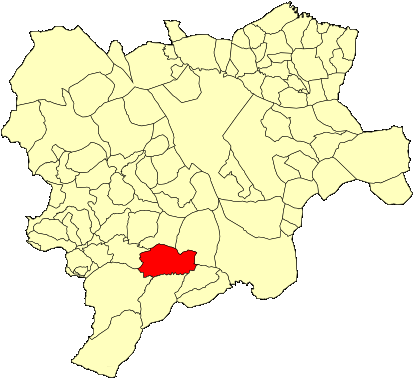
Розташування муніципалітету Ельче-де-ла-Сьєрра
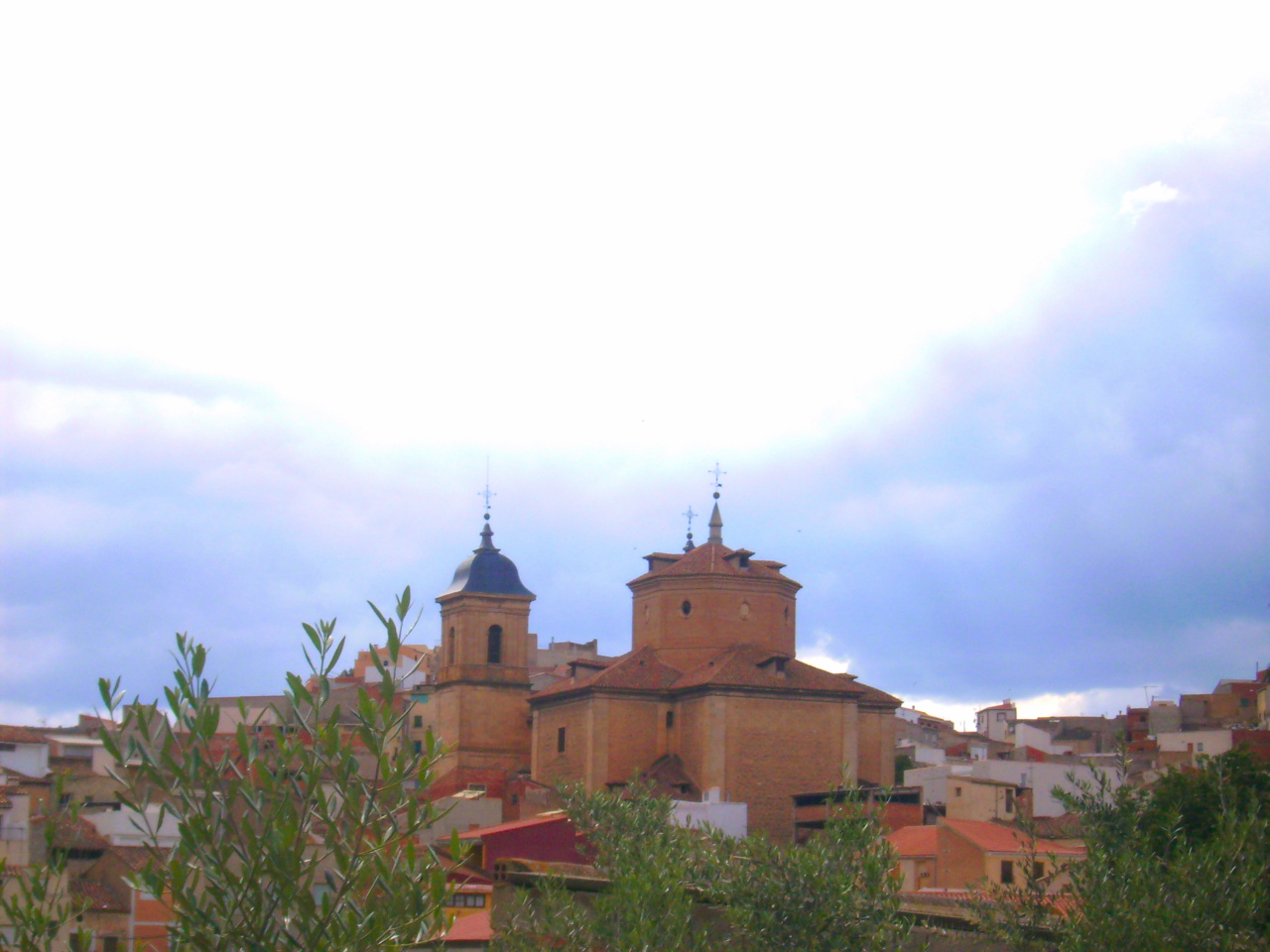
Церква Санта-Кітерія, Ельче-де-ла-Сьєрра
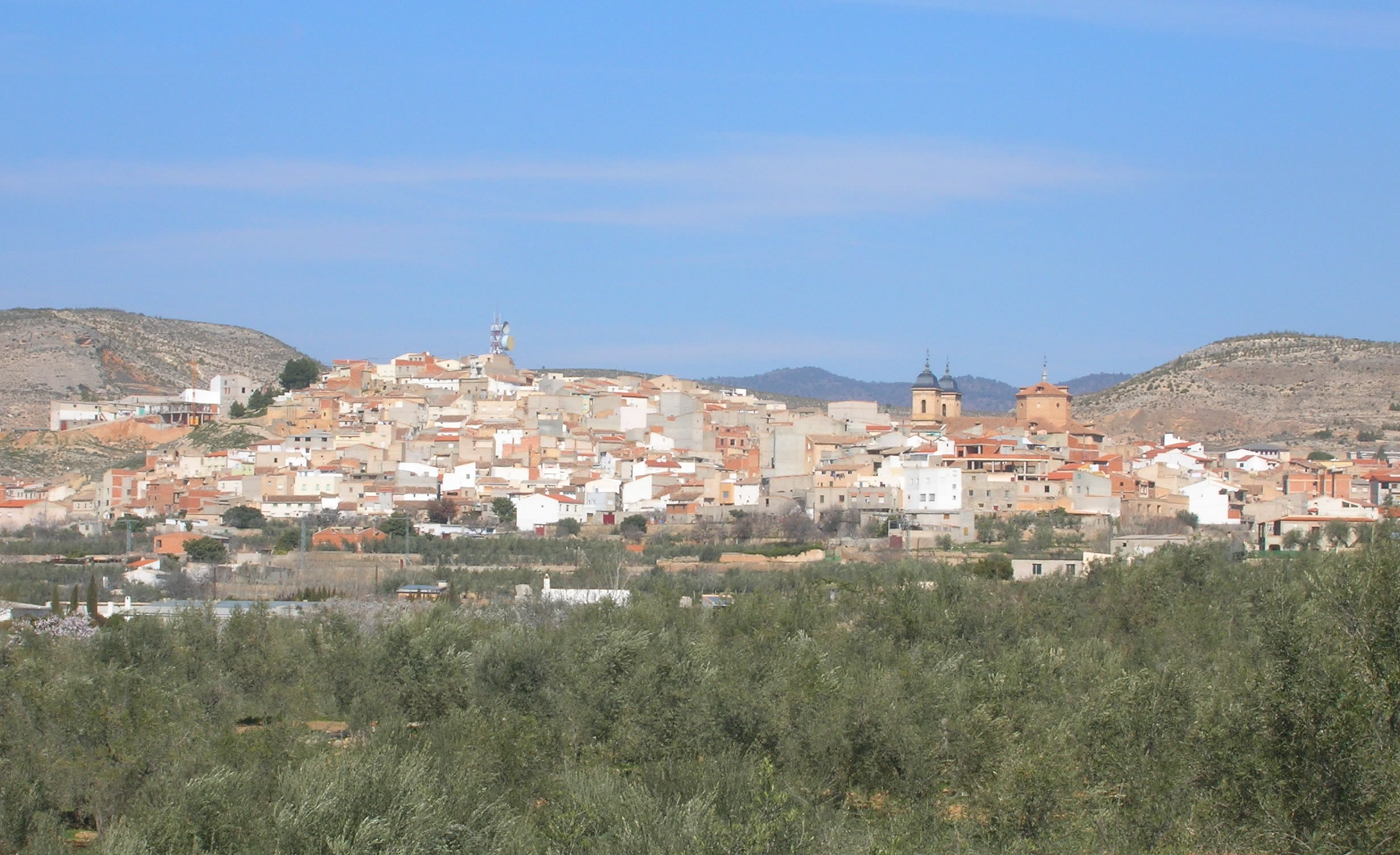
Ельче-де-ла-Сьєрра